# Жена путешественника во времени (сериал)
«Жена́ путеше́ственника во вре́мени» (англ. The Time Traveler's Wife) — фантастический сериал 2022 года, экранизация одноимённого романа Одри Ниффенеггер с Тео Джеймсом и Роуз Лесли в главных ролях. Был закрыт после первого сезона.

## Сюжет
Литературной основой сценария стал роман Одри Ниффенеггер. Это история о чикагском библиотекаре Генри Детембле и его жене Клэр Эбшир, художнице, делающей скульптуры из бумаги. Генри болен редким генетическим заболеванием — хрононедостаточностью, что заставляет его невольно путешествовать во времени. Когда 20-летняя Клэр встречает 28-летнего Генри в библиотеке Ньюберри в 1991 году, он её никогда раньше не видел, хотя она знала его большую часть своей жизни.

## В ролях
- Тео Джеймс — Генри Детембл
- Роуз Лесли — Клэр Эбшир.
- Десмин Боргес — Гомес
- Майкл Парк — Филипп Абшир
- Джейми Рэй Ньюман — Люсиль Абшир
- Кейт Сигел — Аннетта Детэмбл
- Джош Стамберг — Ричард Детэмбл

## Создание и оценки
Проект был анонсирован в июле 2018 года. Шоураннером стал Стивен Моффат. В феврале 2021 года стало известно, что главные роли сыграют Тео Джеймс и Роуз Лесли. Съёмки проходили с мая по октябрь 2021 года. Первая серия вышла на экраны 15 мая 2022 года, последняя — 19 июня. 1 июля того же года сериал был закрыт после первого сезона.
На сайте-агрегаторе отзывов Rotten Tomatoes рейтинг сериала составил всего 37 % при средней оценке 5,1 из 10. Рецензенты с этого ресурса констатировали, что «Жена путешественника во времени» часто портит зрителю удовольствие «чрезмерным самомнением». На сайте Metacritic сериал получил 45 баллов из 100, что указывает на «смешанные или средние» отзывы. Анита Сингх из The Daily Telegraph оценил его на 2 звезды из 5 звезд, Энджи Хан из The Hollywood Reporter раскритиковала использование романного материала. По её словам, «пустые персонажи, неуверенный тон и, что самое ужасное, полное отсутствие „химии“ не позволяет „Жене путешественника во времени“ когда-либо подняться до уровня, достойного обморока». Даррен Франич из Entertainment Weekly поставил сериалу оценку «D» из-за «плохих причёсок, вялых характеров, вызывающего безразличие сюжета».
Дэн Эйнав из Financial Times оценил «Жену путешественника во времени» на 3 звезды из 5, отметив как положительные стороны «мягкий юмор и размышления о любви и потерях». Люси Мэнган из The Guardian тоже поставила 3 звезды, причём раскритиковала сериальную романтику и пассивность Клэр. Ник Хилтон из The Independent написал в своей рецензии о «скромной, шаблонной привлекательности шоу, которая, вероятно, заставит возвращаться к нему снова и снова».